# Lepidopilum utacamundianum
Lepidopilum utacamundianum là một loài rêu trong họ Daltoniaceae. Loài này được Mont. Mitt. mô tả khoa học đầu tiên năm 1859.